# Gertrude Thanhouser
Gertrude Thanhouser, nata Gertrude Homan (Beauvoir, 23 aprile 1880 – Long Island, 29 maggio 1951), è stata una sceneggiatrice e attrice statunitense del primo cinema muto. Si firmò anche con il nome Mrs. Thanhouser.

## Biografia
Nata a Beauvoir, nel Mississippi, nel 1880, Gertrude Homan si trasferì da bambina con la famiglia a New York. A sei anni debuttò in teatro, intraprendendo la carriera teatrale che la portò in seguito a Milwaukee, dove entrò a far parte di una compagnia all'Academy of Music gestita da Edwin Thanhouser. Nel 1900, a neanche vent'anni, sposò a Brooklyn l'8 febbraio Thanhouser, attore, impresario e produttore.
I Thanhouser (Edwin, Gertrude e il cognato Lloyd Lonergan) fondarono nel 1909 una casa di produzione, la Thanhouser Company, che iniziò la sua attività nel 1910. La compagnia utilizzò al meglio l'esperienza teatrale dei suoi fondatori adattando per lo schermo una serie di commedie e drammi famosi. Gertrude Thanhouser collaborò fattivamente alle sorti della compagnia: apparve da attrice in un paio di film, firmò come sceneggiatrice ma, soprattutto, lavorò per la casa senza apparire nei titoli, supervisionando le produzioni della Thanhouser.
Nel 1912, la Thanhouser venne venduta alla Mutual Film Corporation di Charles J. Hite per 250.000 dollari. Quando, nel 1914, Hite restò ucciso in un incidente automobilistico, la direzione della Mutual chiese ai Thanhouser di ritornare a lavorare per la compagnia. Gertrude riprese il suo ruolo di supervisore e firmò alcuni film come sceneggiatrice.
Nel 1916, la morte dell'attrice Florence La Badie, star della compagnia, contribuì al declino della casa. Nel 1918, i fondatori dell'impresa lasciarono definitivamente la Thanhouser.
Gertrude Thanhouser morì a Long Island il 29 maggio 1951, all'età di 71 anni.

## Filmografia
La filmografia, tratta da IMDb, è completa

### Sceneggiatrice
- The Winter's Tale, regia di Theodore Marston e Barry O'Neil  (1910)
- Their One Love, regia di Jack Harvey (1915)
- Fairy Fern Seed, regia di Jack Harvey - (con il nome Mrs. Thanhouser) (1915)
- From the River's Depths, regia di Clem Easton (1915)
- The Price of Her Silence, regia di Eugene Moore (1915)

### Attrice
- The Actor's Children, regia di Barry O'Neil (1910)
- St. Elmo, regia di Lloyd B. Carleton e Barry O'Neil (1910)